# Grotte de Josaphat

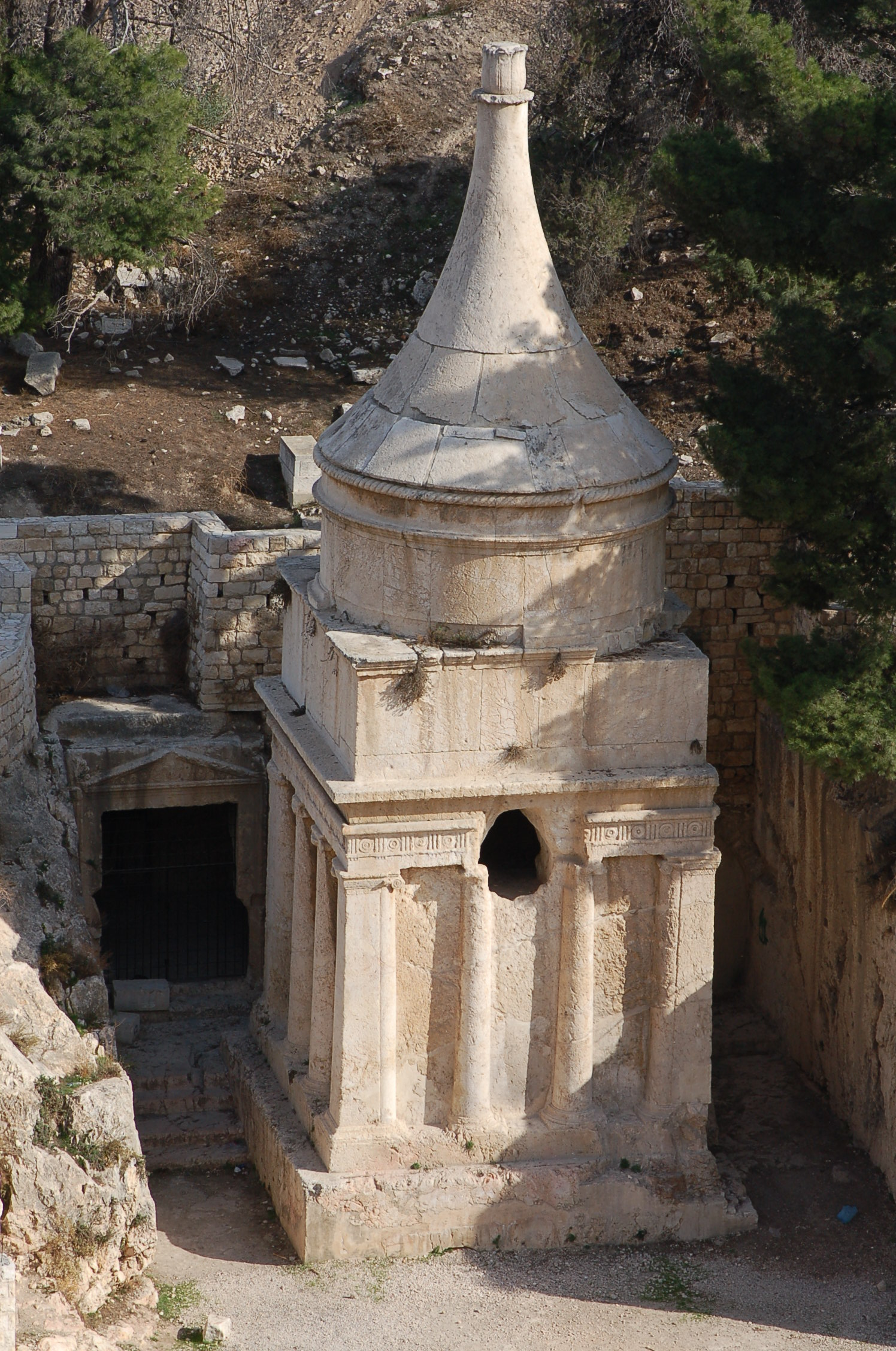
L'entrée de la tombe (à gauche de la photo) derrière le monument d'Absalom.

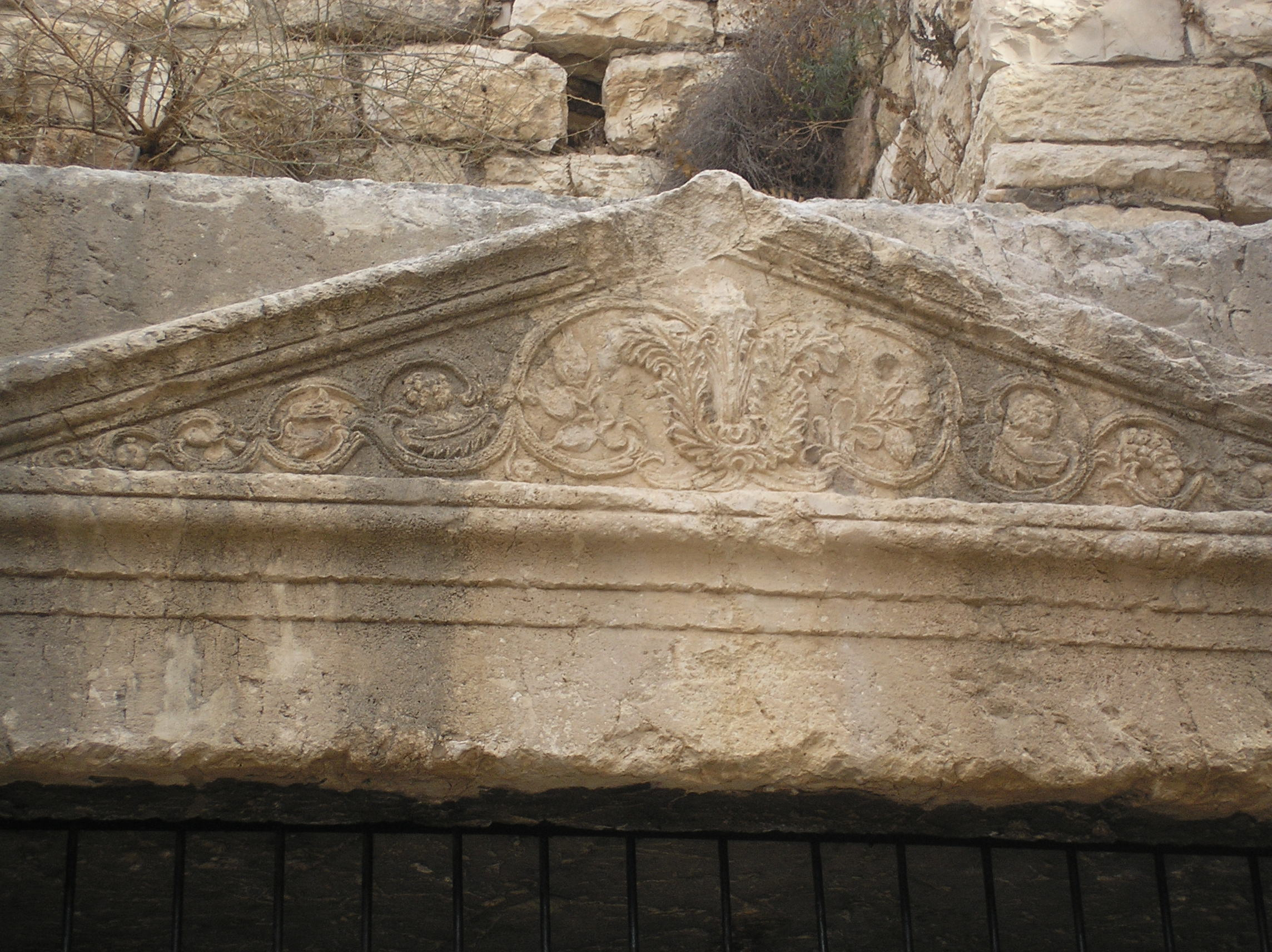
Détail de la frise.

La Grotte de Josaphat est une tombe creusée dans le rocher datant de la période du Second Temple. Elle est située dans la vallée du Cédron à Jérusalem, au pied du cimetière juif du mont des Oliviers. Son entrée se trouve derrière le monument d'Absalom.
L'entrée est surmontée d'un fronton semblable à celui des tombes du Sanhédrin et qui est caractéristique de l'architecture funéraire des Juifs pendant la période du Second Temple. Elle est composée de huit chambres.
Au Moyen Âge, on y a vu la tombe du roi de Juda Josaphat.